# Liste der Kulturdenkmale in Grevenkop
In der Liste der Kulturdenkmale in Grevenkop sind alle Kulturdenkmale der schleswig-holsteinischen Gemeinde Grevenkop (Kreis Steinburg) aufgelistet (Stand: 10. März 2025).

## Legende
In den Spalten befinden sich folgende Informationen:
- Objekt-ID: die Nummer des Kulturdenkmales
- Lage: die Adresse des Kulturdenkmales und die geographischen Koordinaten. Kartenansicht, um Koordinaten zu setzen. In der Kartenansicht sind Kulturdenkmale ohne Koordinaten mit einem roten Marker dargestellt und können in der Karte gesetzt werden. Kulturdenkmale ohne Bild sind mit einem blauen Marker gekennzeichnet, Kulturdenkmale mit Bild mit einem grünen Marker.
- Offizielle Bezeichnung: Bezeichnung des Kulturdenkmales
- Beschreibung: die Beschreibung des Kulturdenkmales
- Bild: ein Bild des Kulturdenkmales

## Bauliche Anlagen
| Objekt-ID     | Lage                                              | Offizielle Bezeichnung | Beschreibung | Bild |
| ------------- | ------------------------------------------------- | ---------------------- | --- | ---- |
| 6788          | Grevenkoper Riep 58 (53° 50′ 13″ N, 9° 30′ 30″ O) | Fachhallenhaus         | Fachhallenhaus; auf 17. Jh. zurückgehend; Haupthaus mit Backsteinaußenwänden, reetgedecktes Halbwalmdach, Außenwände Backstein (jünger), straßenseitiger Wohnteil, im Innern Ausstattungen des 19. Jhs., Stallgebäude - Begründung: geschichtlich, Kulturlandschaft prägend - Schutzumfang: Fachhallenhaus, Stallgebäude - Denkmaltyp: Bauliche Anlage                       | BW   |
| 6786 Wikidata | Hauptstraße 17 (53° 50′ 30″ N, 9° 32′ 26″ O)      | Fachhallenhaus         | Alteintragung (Aktualisierung vorgesehen) - Begründung: geschichtlich, Kulturlandschaft prägend - Schutzumfang: Fachhallenhaus, Feldsteinpflaster - Denkmaltyp: Bauliche Anlage | BW   |
| 51431         | Schmerland 2 (53° 50′ 34″ N, 9° 30′ 2″ O)         | Fachhallenhaus         | Fachhallenhaus; 18. Jh.; Backsteinbau mit ehemals reetgedecktem Satteldach, gestuftem Brettergiebel und früherer Durchgangsdiele, Innengerüst Eiche und Nadelholz, eingeschossiger Sommerhausflügel mit hohem Drempel unter Satteldach - Begründung: geschichtlich, wissenschaftlich, Kulturlandschaft prägend - Schutzumfang: Fachhallenhaus, - Denkmaltyp: Bauliche Anlage | BW   |
| 53930         | Schmerland 2 (53° 50′ 35″ N, 9° 30′ 2″ O)         | Fachhallenscheune      | Fachhallenscheune; 18. Jh.; Wirtschaftsgebäude mit ehemals reetgedecktem Halbwalmdach und früherer Durchgangsdiele, Außenmauern in Backstein, Innengerüst in Eiche und Nadelholz - Begründung: geschichtlich, wissenschaftlich, Kulturlandschaft prägend - Schutzumfang: Fachhallenscheune, - Denkmaltyp: Bauliche Anlage                                                    | BW   |

## Quelle
- Liste der Kulturdenkmale in Schleswig-Holstein – Kreis Steinburg

- Karte mit allen Koordinaten:
- OSM |
- WikiMap